# 沙托维约 (瓦尔省)
沙托维约（法語：Châteauvieux，法語發音：[ʃatovjø]）是法国普罗旺斯-阿尔卑斯-蓝色海岸大区瓦尔省的一个市镇，属于德拉吉尼昂区。

## 地理
沙托维约（43°46'37"N, 6°34'41"E）面积14.97 平方千米，位于法国普罗旺斯-阿尔卑斯-蓝色海岸大区瓦尔省，该省份为法国东南部沿海省份，北起上普罗旺斯阿尔卑斯省，西北角与沃克吕兹省接壤，西接罗讷河口省，南濒地中海，东临滨海阿尔卑斯省。
与沙托维约接壤的市镇（或旧市镇、城区）包括：卡斯泰拉讷、拉加尔德、佩鲁勒、塞拉农、布勒农、拉马特尔。

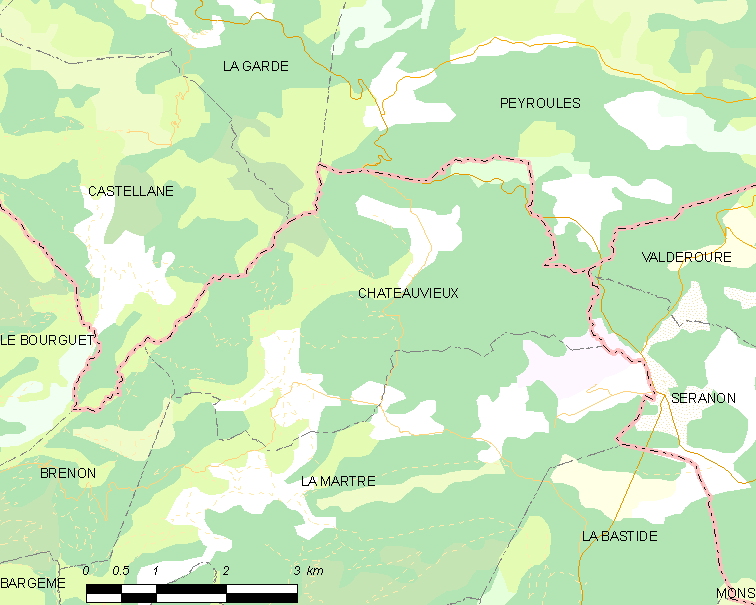
的OSM定位图

沙托维约的时区为UTC+01:00、UTC+02:00（夏令时）。

## 行政
沙托维约的邮政编码为83840，INSEE市镇编码为83040。

## 政治
沙托维约所属的省级选区为弗拉约斯克县。

## 人口

1962-2008年间人口变化图示

沙托维约于2022年1月1日时的人口数量为73人。